# 東村芽依
東村 芽依（ひがしむら めい、1998年〈平成10年〉8月23日 - ）は、日本の元アイドルであり、女性アイドルグループ日向坂46の元メンバーである。奈良県出身。

## 略歴
1998年（平成10年）8月23日に生まれる。小学校6年生までピアノを習っていた。中学生時代にはカラーガード部に所属し、高校生時代には茶道部に所属した。
2016年（平成28年）5月8日、自身が高校3年生の時に『けやき坂46 メンバーオーディション』に合格する。同年10月28日には、赤坂BLITZで行われたけやき坂46の初単独イベント『ひらがなおもてなし会』に参加した。
2017年（平成29年）10月20日から放送開始のドラマ『Re:Mind』（テレビ東京）では、本人役でドラマ初主演を果たしている。
2019年（平成31年）2月11日、自身の所属グループであるけやき坂46が日向坂46に改称された。
2020年（令和2年）1月12日放送の日向坂46の冠番組『日向坂で会いましょう』（テレビ東京）にて、同年2月19日に発売となる日向坂46の4thシングル『ソンナコトナイヨ』で、初めて表題曲のフロントメンバーに抜擢されたことが発表された。
2021年（令和3年）5月26日に発売された日向坂46の5thシングル『君しか勝たん』に収録されている1期生曲「どうする？どうする？どうする？」では、自身初のセンターポジションを担当している。
2022年（令和4年）6月1日に自身のInstagramアカウントを開設した。同年9月13日、自身の1st写真集『見つけた』（白夜書房）を発売し、同年9月23日付の「オリコン週間BOOKランキング」で1位を獲得している。同写真集は、「めいわーるど」をテーマに、東村の出身地である奈良県の他、東京都、九州地方で撮影された。
2024年（令和6年）8月6日、日向坂46の12thシングル『絶対的第六感』での活動をもって、同グループを卒業すると発表した。
2025年（令和7年）1月25日に開催された『東村芽依卒業セレモニー』（幕張イベントホール）をもって、日向坂46を卒業した。

## 人物
身長154.5 cm。愛称は、めいめい。3人姉妹の末っ子である。憧れの人物として、乃木坂46の元メンバーで女優の白石麻衣を挙げている。
小学校のマラソン大会では5年連続で優勝し、欅坂46の冠番組『欅って、書けない？』（テレビ東京）で測定した50m走のタイムは7.6秒であるなど、短距離走・長距離走を共に得意としていることや、その高い運動能力から、しばしば「奈良のチーター」と呼ばれることがある。また、『KEYABINGO!3』（日本テレビ）内の企画「60分耐久ダンス」では、他のメンバーが苦しんでるのとは対照的に、終始笑顔で踊り続けるという持久力の高さを見せた。
中学時代には、定期演奏会で見たカラーガードに惹かれ、カラーガード部に所属した。高校時代は「遊びたい」という理由から、週1回のみの活動であった茶道部に所属し、友人とよくユニバーサル・スタジオ・ジャパンへ遊びに行っていたという。なお、週1回の活動には毎回参加していたと言い、けやき坂46の冠番組『KEYABINGO!4』（日本テレビ）では、実際にお茶を立て、その腕前を披露している。
『KEYABINGO!』や『ひらがな推し』（テレビ東京）での振る舞いから、デビューしてから暫くは寡黙なキャラクターであると認識されていた。しかし、『KEYABINGO!』内で行われた大声対決で優勝したり、『ひらがな推し』内で行われた「楽屋隠し撮り」では、メンバーの佐々木久美や高本彩花と共に大きな声で会話している姿など、元来のキャラクターイメージとは逆の一面が目撃されている。なお、東村自身は、寡黙なキャラクターと見られていた当時から、人を笑わせることが好きであったと語っている。
長い間、『SASUKE』に挑戦することを望んでいたが、2021年末に行われた「SASUKE2021」で初めての出場を果たした。同回では、第1ステージの「シルクスライダー」で着地時に勢い余って池に落ちてしまった。その約1年後には「SASUKE2022」に出演し、前回失敗した第1ステージのシルクスライダーを片手1本でつかみ、着地にも成功したが、「ドラゴングライダー」を超えることはできずに落ちてしまった。それに関連して、日向坂46の冠番組『日向坂で会いましょう』において、同番組内の「第3回企画プレゼン大会」で自身が提案した「KASUKE」という「SASUKE」の模倣版のような企画が採用された。発案者の東村も最終ステージの「KASUKE」までたどり着き、制限時間内にゴールして完全制覇を達成した。

### 嗜好
自身の好きなものに関して、食べ物はいちご、色はピンク、ブランドはディオールを挙げている。更に、好きな歌手として井上苑子を挙げており、曲は「線香花火」が好きであると語っている。また、カフェ巡りが趣味であるとも語っている。その他、『日向坂で会いましょう』内で「私は猫です」と発言したため、猫派であると思われることがあるが、実際には犬派であると語っている。

### 特技
特技は、中学生時代に所属していたカラーガード部で身につけたライフル回しである。けやき坂46に加入してから初めてのグループ単独イベントである『ひらがなおもてなし会』では、実際にそれを披露している。
ダンスに定評があり、けやき坂46時代の冠番組『ひらがな推し』（テレビ東京）では、「メンバーが選ぶダンスが上手いメンバーランキング」で1位を獲得した。特にヒップホップ系のダンスに関して秀でているという。東村はダンスに関して、「それぞれの癖がありすぎてバラバラになってしまうとよくないので、揃えることを意識しながら、背が低いので手足を伸ばして踊ろうと心がけています」と発言している。

### けやき坂46・日向坂46
キャッチコピーは「奈良から来たマイペース代表 東村芽依です」。
ペンライトカラーは、    サクラピンク ×     サクラピンク。
加入前、特にアイドルに対する興味はなかったが、姉が勧めてきたことがきっかけで『けやき坂46 メンバーオーディション』に応募したという。また、もう1つの理由として、アイドルは自身の運動能力を活かせると思ったとも語っている。
日向坂46の曲に関して、自身がセンターを務める「どうする？どうする？どうする？」を最も思い入れのある曲として挙げているほか、「JOYFUL LOVE」が最も好きな曲であるとも語っている。また、「ガラス窓が汚れてる」は、曲調、歌詞、MVを含めてかなり好きであるという。さらに、夏曲が好きであるといい、「骨組みだらけの夏休み」なども好んでいる。
4期生の藤嶌果歩から推しメンとして挙げられており、しばしば一緒にカフェに行くなどしている。また、同期生の高本彩花とのコンビ名を「あゃめぃちゃん」としているほか、3期生の山口陽世とのコンビ名を「ちっちゃいふたり」としている。

## 作品

### シングル
けやき坂46
- ひらがなけやき（2016年8月10日、SRCL-9153）- EAN 4988009130866。
- 誰よりも高く跳べ!（2016年11月30日、SRCL-9269/70）- EAN 4547366279382。
- W-KEYAKIZAKAの詩（2017年4月5日、SRCL-9394/402）- EAN 4547366301281。
- 僕たちは付き合っている（2017年4月5日、SRCL-9400/1）- EAN 4547366301281。
- それでも歩いてる（2017年10月25日、SRCL-9583/4）- EAN 4547366331646。
- NO WAR in the future（2017年10月25日、SRCL-9583/4）- EAN 4547366331646。
- イマニミテイロ（2018年3月7日、SRCL-9738/9）- EAN 4547366350272。
- ハッピーオーラ（2018年8月15日、SRCL-9924/5）- EAN 4547366371086。
- 君に話しておきたいこと（2019年2月27日、SRCL-9985/6）- EAN 4547366383324。
- 抱きしめてやる（2019年2月27日、SRCL-9985/6）- EAN 4547366383324。

日向坂46
- キュン（2019年3月27日、SRCL-11121/7）- EAN 4547366399219。
- JOYFUL LOVE（2019年3月27日、SRCL-11121/7）- EAN 4547366399219。
- 耳に落ちる涙（2019年3月27日、SRCL-11121/2）- EAN 4547366399219。
- ときめき草（2019年3月27日、SRCL-11125/6）- EAN 4547366399233。
- ドレミソラシド（2019年7月17日、SRCL-11220/6）- EAN 4547366412871。
- キツネ（2019年7月17日、SRCL-11220/6）- EAN 4547366412871。
- My god（2019年7月17日、SRCL-11220/1）- EAN 4547366412871。
- Cage（2019年7月17日、SRCL-11226）- EAN 4547366412901。
- こんなに好きになっちゃっていいの?（2019年10月2日、SRCL-11310/6）- EAN 4547366422436。
- ホントの時間（2019年10月2日、SRCL-11310/6）- EAN 4547366422436。
- 川は流れる（2019年10月2日、SRCL-11316）- EAN 4547366422467。
- ソンナコトナイヨ（2020年2月19日、SRCL-11450/6）- EAN 4547366442526。
- 青春の馬（2020年2月19日、SRCL-11450/6）- EAN 4547366442526。
- 好きということは…（2020年2月19日、SRCL-11450/1）- EAN 4547366442526。
- 君しか勝たん（2021年5月26日、SRCL-11794/802）- EAN 4547366504392。
- 声の足跡（2021年5月26日、SRCL-11794/802）- EAN 4547366504392。
- どうする?どうする?どうする?（2021年5月26日、SRCL-11798/9）- EAN 4547366504415。
- 膨大な夢に押し潰されて（2021年5月26日、SRCL-11802）- EAN 4547366504439。
- ってか（2021年10月27日、SRCL-11941/9）- EAN 4547366527520。
- 何度でも何度でも（2021年10月27日、SRCL-11941/9）- EAN 4547366527520。
- 思いがけないダブルレインボー（2021年10月27日、SRCL-11941/2）- EAN 4547366527520。
- 夢は何歳まで？（2021年10月27日、SRCL-11943/4）- EAN 4547366527537。
- アディショナルタイム（2021年10月27日、SRCL-11949）- EAN 4547366527568。
- 僕なんか（2022年6月1日、SRCL-12140/8）- EAN 4547366557145。
- 飛行機雲ができる理由（2022年6月1日、SRCL-12140/8）- EAN 4547366557145。
- 真夜中の懺悔大会（2022年6月1日、SRCL-12144/5）- EAN 4547366557183。
- 知らないうちに愛されていた（2022年6月1日、SRCL-12148）- EAN 4547366557176。
- 月と星が踊るMidnight（2022年10月26日、SRCL-12320/8）- EAN 4547366583045。
- HEY!OHISAMA!（2022年10月26日、SRCL-12320/8）- EAN 4547366583045。
- 10秒天使（2022年10月26日、SRCL-12322/3）- EAN 4547366583052。
- 一生一度の夏（2022年10月26日、SRCL-12328）- EAN 4547366583076。
- One choice（2023年4月19日、SRCL-12490/8）- EAN 4547366612684。
- 恋は逃げ足が早い（2023年4月19日、SRCL-12490/8）- EAN 4547366612684。
- 愛はこっちのものだ（2023年4月19日、SRCL-12490/1）- EAN 4547366612684。
- 友よ 一番星だ（2023年4月19日、SRCL-12498）- EAN 4547366612714。
- Am I ready?（2023年7月26日、SRCL-12610/8）- EAN 4547366625868。
- 接触と感情（2023年7月26日、SRCL-12610/1）- EAN 4547366625868。
- 骨組みだらけの夏休み（2023年7月26日、SRCL-12612/3）- EAN 4547366625875。
- ガラス窓が汚れてる（2023年7月26日、SRCL-12618）- EAN 4547366625899。
- 君はハニーデュー（2024年5月8日、12860/8）- EAN 4547366670318。
- 僕に続け（2024年5月8日、SRCL-12868）- EAN 4547366670301。
- 絶対的第六感（2024年9月18日、SRCL-13000/8）- EAN 4547366698114
- 永遠のソフィア（2024年9月18日、SRCL-13000/1）- EAN 4547366698114。
- 妄想コスモス（2024年9月18日、SRCL-13004/5）- EAN 4547366698145。

### アルバム
欅坂46
- 真っ白なものは汚したくなる（2017年7月19日、SRCL-9482/8）- EAN 4547366318470。

けやき坂46
- 走り出す瞬間（2018年6月20日、SRCL-9825/9）- EAN 4547366358575。

日向坂46
- ひなたざか（2020年9月23日、SRCL-11580/4）- EAN 4547366470109。
- 脈打つ感情（2023年11月8日、SRCL‐12720/6）‐ EAN 4547366647020。

### 未収録楽曲
- HELL ROSE[注 3]

### 映像作品
- けやき坂46（2016年11月30日）- EAN 4547366279399。
- 高瀬愛奈・東村芽依（2017年4月5日）- EAN 4547366301250。
- グループ発展祈願の旅 〜千葉編〜（2017年10月25日）- EAN 4547366331660。
- けやき坂46 1期生特典映像（2018年3月7日）- EAN 4547366350289。
- ひらがな武道館 〜Day3 Special Selection〜（2018年6月20日）- EAN 4547366358575。
- ひらがな全国ツアー2017 Live&Documentary（2018年6月20日）- EAN 4547366358582。
- KEYABINGO!3（2018年6月29日）- EAN 4988021715874、EAN 4988021146951。
- Re:Mind（2018年7月4日）- EAN 4517331041733、EAN 45173310417261。
- 齋藤冬優花×東村芽依 自撮りTV（2018年8月15日）- EAN 45473663710931。
- KEYABINGO!4 ひらがなけやきって何?（2018年11月9日）- EAN 4988021716512、EAN 4988021147545。
- けやき坂46ストーリー 〜ひなたのほうへ〜（2019年3月27日）- EAN 4547366399233。
- はじめてペットシッターやってみた（2019年7月17日）- EAN 4547366412871。
- ひなたの休日（2019年10月2日）- EAN 4547366422443。
- HINABINGO!（2019年11月22日）- EAN 4988021717656、EAN 4988021148740。
- 日向坂46 大富豪No.1決定戦（2020年2月19日）- EAN 4547366442526、EAN 4547366442533、EAN 4547366442540。
- HINABINGO!2（2020年4月3日）- EAN 4988021718011、EAN 4988021140089。
- DASADA（2020年5月22日）- EAN 4988021718073、EAN 4988021140157。
- 日向坂46デビューカウントダウンライブ!! in 横浜アリーナ 〜けやき坂46 LAST LIVE〜（2020年9月23日）- EAN 4547366470109。
- 日向坂46デビューカウントダウンライブ!! in 横浜アリーナ 〜日向坂46 FIRST LIVE〜（2020年9月23日）- EAN 4547366470116。
- 3年目のデビュー（2021年1月20日）- EAN 4517331070719、EAN 4517331070726。
- 〜ひらがな推し〜「としちゃんと愉快な仲間たち編」（2021年3月31日）- EAN 4547366499780。
- 〜ひらがな推し〜「京子さん、何してんですか編」（2021年3月31日）- EAN 4547366499803。
- 〜ひらがな推し〜「日向のバラエティ女王誕生編」（2021年3月31日）- EAN 4547366499810。
- 〜ひらがな推し〜「パンの鉄砲を撃ちますよ編」（2021年3月31日）- EAN 4547366499797。
- 〜ひらがな推し〜「あだ名がおたけになりました編」（2021年3月31日）- EAN 4547366499773。
- わたしはねこ（2021年5月26日）- EAN 4547366504422。
- ひなたの夏休み（2021年10月27日）- EAN 4547366527544。
- 〜ひらがな推し〜初ガツオを推すしかない編（2022年1月1日）- EAN 4547366540796。
- 〜ひらがな推し〜好きな人いるの?ニブだよ編（2022年1月1日）- EAN 4547366540772。
- 〜ひらがな推し〜ヘビーリトルトゥース誕生編（2022年1月1日）- EAN 4547366540765。
- 〜ひらがな推し〜埼玉と春日が生んだ怒涛の起爆剤編（2022年1月1日）- EAN 4547366540789。
- 〜ひらがな推し〜いつでもどこでも変化球編（2022年1月1日）- EAN 4547366540758。
- ひなたのバス旅（2022年6月1日）- EAN 4547366557145、EAN 4547366557183。
- 日向坂46 3周年記念MEMORIAL LIVE 〜3回目のひな誕祭〜 in 東京ドーム（2022年7月20日）- EAN 4547366568318、EAN 4547366568301。
- 渡邉美穂 卒業セレモニー（2022年10月26日）- EAN 4547366583045、EAN 4547366583052。
- 希望と絶望（2022年12月21日）- EAN 4550450021729、EAN 4550450021736。
- 〜日向坂で会いましょう〜加藤史帆のバーベキューで会いましょう（2023年1月1日）- EAN 4547366595888。
- 〜日向坂で会いましょう〜佐々木久美の野球で会いましょう（2023年1月1日）- EAN 4547366595901。
- 〜日向坂で会いましょう〜金村美玖のオードリーに会いましょう（2023年1月1日）- EAN 4547366595895。
- 〜日向坂で会いましょう〜小坂菜緒のヒットキャンペーンで会いましょう（2023年1月1日）- EAN 4547366595918。
- 〜日向坂で会いましょう〜丹生明里の団体戦で会いましょう（2023年1月1日）- EAN 4547366595925。
- Happy Smile Tour 2022（2023年4月19日）- EAN 4547366612684、EAN 4547366612691。
- W-KEYAKI FES. 2022（2023年7月26日）- EAN 4547366625868、EAN 4547366625875。
- 日向坂46 4周年記念MEMORIAL LIVE 〜4回目のひな誕祭〜 in 横浜スタジアム（2023年9月13日）- EAN 4547366634235、EAN 4547366634228。
- 日向坂46「Happy Train Tour 2023」in 大阪城ホール（2023年11月8日）- EAN 4547366647020、EAN 4547366647037。
- ひらがなくりすます2018 & ひなくり2019〜2022 Complete Box（2023年12月24日）- EAN 4547366655889。
- 〜日向坂で会いましょう〜齊藤京子の野球を好きになりましょう（2024年1月31日）- EAN 4547366660821。
- 〜日向坂で会いましょう〜佐々木美玲のおひさまたちを釣りましょう（2024年1月31日）- EAN 4547366660791。
- 〜日向坂で会いましょう〜河田陽菜の秋頃に会いましょう（2024年1月31日）- EAN 4547366660784。
- 〜日向坂で会いましょう〜松田好花のリトルトゥースになりましょう（2024年1月31日）- EAN 4547366660807。
- 〜日向坂で会いましょう〜上村ひなのの三期生に出会いましょう（2024年1月31日）- EAN 4547366660814。
- 日向坂46 齊藤京子卒業コンサート&5周年記念MEMORIAL LIVE 〜5回目のひな誕祭〜 in 横浜スタジアム（2024年7月24日）- EAN 4547366690101、EAN 4547366690088。
- BEST MUSIC VIDEO COLLECTION 2015-2024（2024年12月3日）- EAN 4547366713909。
- 〜日向坂で会いましょう〜新年早々バトりましょう（2025年4月9日）- EAN 4547366731361。
- 〜日向坂で会いましょう〜OBKを炙り出しましょう（2025年4月9日）- EAN 4547366731323。
- 〜日向坂で会いましょう〜ポンコツたちを集めましょう（2025年4月9日）- EAN 4547366731330。
- 〜日向坂で会いましょう〜四期生を知ってもらいましょう（2025年4月9日）- EAN 4547366731354。
- 〜日向坂で会いましょう〜宮崎に行きましょう（2025年4月9日）- EAN 4547366731347。
- ひなたフェス2024（2025年5月21日）- EAN 4547366743081、EAN 4547366743098、EAN 4547366743104。
- Behind the scenes of ひなたフェス2024（2025年5月21日）- EAN 4547366743111。
- 日向坂46 6周年記念MEMORIAL LIVE 〜6回目のひな誕祭〜 in 横浜スタジアム（2025年7月23日）- EAN 4547366757309、EAN 4547366757323。

## 出演

### テレビ番組
- SASUKE（TBS）
  - 第39回大会 SASUKE2021（2021年12月28日）[46][47]
  - 第40回大会 SASUKE2022（2022年12月27日）[48][49]
  - 第41回大会 SASUKE2023（2023年12月27日）[50]

### テレビドラマ
- Re:Mind（2017年10月20日 - 12月29日、テレビ東京）- 東村芽依 役[6]。
- DASADAシリーズ（日本テレビ）- ぐいのみ 役[51]。
  - DASADA（2020年1月16日 - 3月19日）[52]
  - DASADA 〜未来へのカウントダウン〜（2020年7月2日 - 9月10日）[53]
- 声春っ！（2021年4月29日 - 7月1日、日本テレビ）- チアキ 役[54]。

### イベント
- ザンビ THE ROOM 最後の選択（2019年7月31日 - 8月11日、渋谷ヒカリエ ヒカリエホール）[55]
- DAZN サッカーAFCアジア予選 応援アンバサダー[56]
  - 2022 FIFAワールドカップ・アジア3次予選（2021年9月2日 - 2022年3月29日）

## 書籍

### 写真集
- 1st写真集『見つけた』（2022年9月13日、白夜書房、撮影：藤本和典）[13][15]